# Industrial Rock
Industrial Rock und Industrial Metal (zeitweilig auch Industrial Hardcore genannt) bezeichnen Spielarten der Rock-Musik, die in der zweiten Hälfte der 1980er Jahre durch die Überlagerung von Hardcore Punk, Noise-Rock und Thrash Metal mit Stilelementen der Post-Industrial-Musik entstanden sind, wobei die Öffnung aus beiden Richtungen, d. h. sowohl aus dem Rock als auch aus dem Post-Industrial-Umfeld, erfolgte. Die Grenzen zwischen Industrial Rock und Industrial Metal sind fließend, eine genaue Trennung ist aufgrund stilistischer Überschneidungen nicht möglich.

## Stilistische Merkmale
Industrial Rock zeichnet sich durch die Verwendung von Rhythmusgitarren und repetitiven elektronischen Arrangements (Sequenzer-Linien) aus, was der Musik einen technikbetonten Touch verleiht. Kurze, prägnante Riffs (insbesondere schnelle, teils dissonante, an Hardcore Punk und Noise-Rock angelehnte Riffs bzw. aus dem Thrash Metal entliehene „Machine Gun Riffs“ unter Anwendung der Palm-Mute-Technik) bilden die Grundlage zahlreicher Titel. Die Härte wird durch die Nutzung von (mittels Distortion- und Overdrive-Effekten verzerrten) Powerchords erzielt. Die Kompositionen sind meist unkompliziert und minimalistisch gehalten; Leadgitarren, Gitarrensoli und damit verbundene Spieltechniken wie Shredding sind für das Genre atypisch (charakteristisch für Hardcore Punk). Ebenso spielen Bassgitarren nur eine untergeordnete Rolle. Im Bereich der klassischen Rockmusik wird der E-Bass häufig als rhythmusakzentuierendes Instrument eingesetzt. Im Industrial Rock übernimmt in vielen Fällen ein Sequenzer diese Aufgabe.
Oftmals werden die Kompositionen mit Samples (besonders aus Filmen, Fernsehnachrichten, Polizei- und Rundfunkaufnahmen sowie Loops wie Maschinengeräusche, U-Boot-Alarm und Polizeisirenen) angereichert – ähnlich dem frühen Industrial, bei dem allerdings Tape-Loops zum Einsatz kamen oder maschinenartige Geräusche live „eingespielt“ wurden. Der Gesang wird elektronisch stark verfremdet, häufig kommen ein mit Hall unterlegter Ruf- oder Schreigesang („Shouts“), manchmal aber auch Death-Growls zum Einsatz. Klare, melodiöse Gesangslinien sind dem Genre bis auf wenige Ausnahmen fremd. Schlagzeuger werden gemeinhin durch Drumcomputer ersetzt. Andererseits nutzen viele Bands „Live-Drumming“ zur klanglichen Untermalung, wodurch das Gesamtbild im klassischen Rock-Stil erhalten bleibt.

„Auf der einen Seite ist da ein nicht unerheblicher [Post-]Industrial-Einfluß, der sich in diversen Soundeffekten und einem hämmernden, gesampelten Schlagzeug äußert, womit echte Metal-Fans ziemliche Schwierigkeiten haben dürften. Auf der anderen Seite dominieren brachiale Hardcore-/Metal-Gitarren und ein äußerst rauher Gesang. Normalerweise bin ich ein Feind jeglicher Monotonie – bei Ministry, die sich oft nur auf zwei Riffs pro Song beschränken und auf Gitarrensoli, aufwendige Breaks etc. verzichten, kommt's geil rüber, weil die Kompaktheit und Härte damit nur noch unterstrichen wird.“

Das SPIN Magazine beschrieb das Genre im Oktober 1991 auf vergleichbare Weise als „a cross-hybridization of Industrial Dance rhythms with Hardcore guitar riffs and a furious, violent energy.“
Obgleich viele Industrial-Rock/-Metal-Bands von klassischen Industrial-Vertretern wie Throbbing Gristle, SPK oder Cabaret Voltaire beeinflusst wurden, war der Einsatz von Sequenzern und Samplern erst im Rahmen der Post-Industrial/Electro-Industrial-Bewegung Mitte der 1980er Jahre einer breiteren Masse möglich. Sowohl klanglich als auch produktionstechnisch ist der Industrial-Rock/-Metal daher mit Stilen dieser Ära, wie Electronic Body Music und dem nordamerikanischen Electro-Industrial (beide Stilarten wurden in den Vereinigten Staaten und Kanada unter der Sammelbezeichnung „Industrial Dance“ zusammengefasst, siehe Zitat), verwandt und somit kein direkter Ableger der Industrial Music. Dieses Verwandtschaftsverhältnis zwischen amerikanischem Electro-Industrial und der Industrial-Rock-/-Metal-Musik wird durch die Nähe zur Rivethead-Kultur untermauert: die Anhänger beider Musikrichtungen gehörten in Nordamerika nicht selten derselben Szene an.
Vergleichbar mit den stilistisch nahestehenden Genres Hardcore Punk, Thrash Metal und Electro-Industrial, setzt sich der Industrial Rock mit gesellschafts-, system-, medien- und religionskritischen Themen auseinander. Oft werden soziale Missstände oder politisches Fehlverhalten, aber auch Zukunftsvisionen dystopischer Prägung thematisiert.

## Geschichte

### Vordenker
Die Entwicklung des Industrial Rock/-Metal wurde hauptsächlich durch Künstler aus dem Post-Industrial-Umfeld, speziell durch europäische Gruppen wie Cabaret Voltaire und Einstürzende Neubauten, vorangetrieben. Cabaret Voltaire widmeten sich nach ihrer Industrial-Phase Ende der 1970er/Anfang der 1980er Jahre verstärkt rock-orientierten Klangmustern und konnten mit dem Lied Nag Nag Nag einen Hit verbuchen. Die Einstürzenden Neubauten setzten die Gitarre auf ihrem 1985er Werk Halber Mensch erstmals als konventionellen Klangerzeuger ein, während die Schweizer Band The Young Gods fast ausschließlich mit Samplern und Gitarren-Loops arbeitete und zur selben Zeit das charakteristische Klangbild des Industrial Rock vorwegnahm.
In den USA kommt der Status als Wegbereiter insbesondere der Noise-Rock-/Punk-Band Big Black, der No-Wave-Formation Swans und dem Post-Industrial-Musiker J. G. Thirlwell alias Foetus zu. Big Black aus Chicago experimentierten seit 1982 mit einem TR-606-Drumcomputer der Firma Roland und erschufen mit Liedern wie Texas, Jump the Climb und Jordan, Minnesota einen weiteren Prototyp des Industrial Rock. Die New Yorker Swans kreierten in der ersten Hälfte der 1980er Jahre experimentelle, teils schwerfällige Rockkompositionen, die für Gruppen wie Godflesh und Pitchshifter als Vorbild dienten. J. G. Thirlwell nutzte auf seinen Werken Hole (1984) und Nail (1985) bereits Elemente, die Bands wie Nine Inch Nails und die Revolting Cocks später in ihrer Musik aufgriffen. Insbesondere sein 1988er Werk Thaw ist neben Ministrys The Land of Rape and Honey ein signifikantes Grundmodell des Genres.

### Entwicklung
Als Hauptinitiator der Industrial-Rock-Bewegung gelten Ministry. Nachdem die Band in der ersten Hälfte der 1980er im Elektronik-Umfeld erste Gehversuche unternahm, veröffentlichte sie 1988 ihr drittes Album The Land of Rape and Honey, das aufgrund der Verschmelzung von Hardcore-Punk-Riffs, Stakkato-Rhythmen und Einflüssen aus EBM und Electro-Industrial für das Industrial-Rock-Umfeld stilprägend war.

„[…] Ministry have become synonymous with Industrial Metal. Their abrasive, intense and clattering sound […] influenced scores of artists. […] The Land of Rape and Honey (1988), released on Sire Records, was the start of the revolution, an unholy combination of guitar, machine and ear-scalding distortion. The new focus was pushed even further with The Mind Is a Terrible Thing to Taste (1989).“

Ähnlich gestaltete Projekte aus dem Umkreis von Ministry waren Pailhead (Trait, 1988), eine Kooperation zwischen Ministry und Fugazi, die 1000 Homo DJs (Apathy, 1988), ein Gemeinschaftsprojekt von Ministry, Jello Biafra (Dead Kennedys) und Trent Reznor (Nine Inch Nails), die Band Lard (Power of Lard, 1989), eine Kooperation zwischen Ministry und Jello Biafra, sowie die Revolting Cocks (Beers, Steers + Queers, 1990), bei denen Phil Owen als Sänger beteiligt war. Owen gründete im Folgejahr die Skatenigs, die eine Mischung aus Industrial Rock, Punk und Rap-Einlagen spielten, und produzierte das Debüt der Industrial-Rock-Formation Skrew (Burning in Water, Drowning in Flame, 1992).
Gemeinsam mit Nivek Ogre (Skinny Puppy) tourten Ministry 1989/90 durch die Vereinigten Staaten und Kanada. Zu einer Kooperation beider Bands kam es bei dem 1989er Skinny-Puppy-Album Rabies, auf dem Ministry-Kopf Al Jourgensen die Gitarrenparts und die Nebenstimme beisteuerte und das als weiterer Wegbereiter des Genres betrachtet werden kann. Nine Inch Nails debütierten 1989 mit Pretty Hate Machine. Der Opener Head Like a Hole erreichte die Billboard-Charts; ein entsprechender Videoclip wurde in Heavy Rotation auf MTV ausgestrahlt. Zur gleichen Zeit erschien das Album Christmeister der kanadischen Band Numb, das eine deutlich punk-beeinflusste Form des Industrial Rock bot. KMFDM wandten sich mit den Werken UAIOE (1989) und Naïve (1990) dem Genre zu, verzichteten allerdings nicht gänzlich auf den Einsatz von Gitarrensamples (so nutzten sie u. a. für den Titel Godlike ein „high-pitched Sample“ aus Slayers Angel of Death). Mitglieder der US-amerikanischen Post-Industrial-Formation Controlled Bleeding starteten die Nebenprojekte Joined at the Head (Joined at the Head, 1990) und Skin Chamber (Wound, 1991), und Diatribe aus Kalifornien veröffentlichten 1991 mit Therapy ihr erstes Mini-Album, dessen Titellied im Science-Fiction-Film Strange Days Verwendung fand. Mit Pigface (Gub, 1991) formierte sich nun auch die erste „Industrial-Rock-Supergroup“ mit Mitgliedern von Ministry, Skinny Puppy, Nine Inch Nails, KMFDM und den Revolting Cocks. Größere Beachtung fand das Genre jedoch erst mit Ministrys 1992er Werk Psalm 69. Dieses Album war wegweisend für zahlreiche nachfolgende Musikprojekte aus dem Rock-, EBM- und Electro-Industrial-Umfeld.

„Industrial Metal ist in den USA das kommende Ding, soviel scheint festzustehen. Ministry stehen kurz vor dem Superstar-Status, und Bands wie Skrew könnten ihnen bald folgen. Die Zutaten sind nämlich die gleichen: harte und fette Gitarren, monotone und kalte Synthie-Rhythmen, röchelnder und verzerrter Gesang.“

Die Öffnung erfolgte allerdings nicht nur seitens des Elektronik-Umfeldes. So spielte die Gruppe Dessau (Exercise in Tension, 1989) in der Mitte der 1980er noch Post-Punk im Stil von Joy Division. Malhavoc (The Release, 1990), die neben Dogpile (Blag Flag, 1992) zu den frühesten Vertretern des Industrial Metal in Kanada zählten, entstammten ursprünglich der Thrash-Metal-Szene und ließen sich bereits auf ihrem 1986er Demotape Age of the Dark Renaissance von Industrial-Klängen inspirieren. Etwa gleichzeitig entwickelten Godflesh (Streetcleaner, 1989), Sonic Violence (Jagd, 1990), und Pitchshifter (Industrial, 1991) in Großbritannien eine experimentelle und schleppende Variante des Industrial Rock/-Metal und boten damit ein Pendant zur US-amerikanischen Sludge-Bewegung. Interpreten wie die schweizerische Gruppe Mordor (1990: Odes), die amerikanische Gruppe Skin Chamber (1991: Wound) und das kanadische Duo Zaraza (1997: Slavic Blasphemy) verfolgten einen analogen Ansatz, oder bauten auf den Ideen der britischen Gruppen auf. Gruppen wie Drill (Skin Down, 1991), Bomb Everything (The All Powerful Fluid, 1992) und Optimum Wound Profile (Lowest Common Dominator, 1992) aus dem Extreme-Noise-Terror-Umfeld gingen unterdessen den umgekehrten Weg ihrer Landsleute und orientierten sich an schnellem Punk und Industrial Rock im Stil von Ministry. Mitch Harris von Napalm Death gründete die Industrial-Metal-Formation Meathook Seed (Embedded, 1993), an der auch Mitglieder von Obituary (Trevor Peres, Donald Tardy) mitwirkten, während die US-amerikanische Band O.L.D. bereits auf dem zwei Jahre zuvor veröffentlichten Album Lo Flux Tube die Kombination aus harten Gitarren und Computersounds durch die Verbindung mit einem thrash- und black-metal-ähnlichen Kreisch-Gesang letztlich auf die Spitze trieb. Ebenfalls aus dem Thrash-Metal- und Hardcore-Umfeld kamen die New Yorker Bands Brainchild (Mindwarp, 1992) und Circle of Dust (Circle of Dust, 1992) sowie die Kalifornier Chatterbox (Despite, 1994) und Drown (Hold On to the Hollow, 1994).
Zu den Zentren der Bewegung in den USA entwickelten sich Chicago (vor allem das Wax-Trax!-Umfeld), Kalifornien und die Boswash Area.

### Blütezeit
In den Jahren 1993–1996 kam es zu einem Industrial-Rock-Boom. Zahlreiche Newcomer, wie Schnitt Acht (Slash and Burn, 1993), Soulstorm (Darkness Visible, 1993), Meat Machine (Slug, 1993), S.T.G. (No Longer Human, 1993), Virus-23 (Virus-23, 1993), Puncture (Puncture, 1994), Blow (Fleshmachine, 1994), Penal Colony (Put Your Hands Down, 1994), Insight 23 (Obsess, 1995), Kill Switch … Klick (Beat it to Fit, Paint it to Match, 1995), Killing Floor (/dev/null, 1995), Slave Unit (Slave Unit, 1996), Revolter (Datamerica, 1996), Purge (You Know You Want To, 1996) und Solar Junkies (Silent War with Quiet Weapons, 1997), aber auch etablierte Künstler, wie The Cassandra Complex (Sex & Death, 1993), Shotgun Messiah (Violent New Breed, 1993), Killing Joke (Pandemonium, 1994) und White Zombie (Astro-Creep: 2000, 1995), wandten sich kurzzeitig dem Trend zu und verschwanden anschließend in der Versenkung.
Pouppée Fabrikk aus Schweden ließen 1993 mit dem Album We Have Come to Drop Bombs ihre EBM-Phase hinter sich und fanden in den Stockholmer Sunlight Studios produktionstechnische Unterstützung bei Tomas Skogsberg, der unter anderem für die Alben der Metal-Bands Dismember, Therion, Amorphis und Entombed verantwortlich zeichnet. Die amerikanische Band Chemlab beschritt einen ähnlichen Weg und arbeitete auf dem Album Burn Out at the Hydrogen Bar erstmals mit Rhythmusgitarren. Die deutsche Wave-/Rock-Formation The Fair Sex gründete das Seitenprojekt Testify (Testify, 1993) und erweiterte das von Ministry erschaffene Klangbild um dynamischere Thrash-Metal-Riffs.

„Wenn The Fair Sex von jeher eine Band waren, die sich musikalisch konsequent gegen eine oft propagierte Trennung von elektronischem Instrumentarium und Gitarren wehrte, so radikalisieren Testify diese Idee, indem sie metallische Aggression, industrielle Krachelemente, Einflüsse aus EBM und eine teils fast schon übertriebene Punk-Geschwindigkeit vermischen.“

Mit Coptic Rain (Dies Irae, 1993) und den Genitorturers (120 Years of Genitorture, 1993) kam nun auch weiblicher Gesang zum Einsatz. Die kanadische Electro-Industrial-Band Front Line Assembly schloss einen Vertrag mit Roadrunner und folgte 1994 mit Millennium, das bis dato härteste Werk des Zweimannprojektes, an dem – neben dem Einsatz von Samples – auch Strapping-Young-Lad-Frontmann Devin Townsend als Gitarrist mitwirkte.
Der Einfluss Front Line Assemblys machte sich auch bei Fear Factory bemerkbar, deren 1993er Maxi-EP Fear is the Mindkiller sie komplett remixten. Inspiriert durch diese Arbeit versuchten Fear Factory mit dem 1995 veröffentlichten Album Demanufacture auf die bereits abflauende Industrial-Metal-Welle aufzuspringen. Vor allem die Titel New Breed (Revolutionary Designed Mix) und Flashpoint machen die Annäherung an das Genre deutlich. Obwohl Skinny Puppy schon Ende der 1980er Rock-Elemente in ihre Musik einbauten und damit zu den wegweisenden Gruppen des Genres gehörten, wagten sie selbst erst 1995 den Schritt in diese Richtung und brachten mit Process ein Industrial-Rock-Album heraus. Filter debütierten unterdessen mit Short Bus und profitierten von Richard Patricks Vergangenheit als Gitarrist bei Nine Inch Nails.
Weitere bedeutende Vertreter des Genres waren 16 Volt (Wisdom, 1993), Treponem Pal (Excess & Overdrive, 1993), The Electric Hellfire Club (Burn, Baby, Burn, 1993), Peace, Love and Pitbulls (Red Sonic Underwear, 1994), Stabbing Westward (Ungod, 1994), Acumen (Transmissions from Eville, 1994), Hate Dept. (Meat.Your.Maker, 1994), Red Harvest (There's Beauty in the Purity of Sadness, 1994), Bile (Suckpump, 1994), Meathead (Bored Stiff, 1994), Monster Voodoo Machine (Suffersystem, 1994), Misery Loves Co. (Misery Loves Co., 1995), Idiot Stare (Blinded, 1995), 13 mg. (Trust and Obey, 1995), Rorschach Test (Unclean, 1996), Unit:187 (Unit:187, 1996), Fracture (Killernet, 1996), Under the Noise (Of Generation and Corruption, 1996), Nihil (Drown, 1996) und Skold (Skold, 1996), ein Soloprojekt des Shotgun-Messiah-Bassisten Tim Skold.
Neben den zuvor erwähnten Pouppée Fabrikk und Front Line Assembly begannen in dieser Ära auch andere Bands aus dem Elektro-Umfeld damit, Elemente des Industrial Rock für ihre Zwecke zu nutzen, darunter das Leæther-Strip-Seitenprojekt Klute (Excluded, 1992), Yeht Mae (Anatomy, 1992), Psychopomps (Pro-Death Ravers, 1993), Sielwolf (Nachtstrom, 1993), Spahn Ranch (Collateral Damage, 1993), Front 242 (Fuck Up Evil, 1993), 29 Died (Sworn, 1995), Luxt (Jezabel Thirteen Three, 1996), Waiting for God (Quarter Inch Thick, 1996) und Terminal Sect (Bread and Wine for the Dirt, 1997). Viele dieser Gruppen ließen die Gitarren entweder nur für einzelne Titel einspielen oder griffen auf Gitarrensamples im Stile der Young Gods und Swamp Terrorists zurück, um ein dem Genre entsprechendes Klangbild zu erzeugen.

„Ministry ist eine gute Vergleichsmöglichkeit, denn sie besitzen eine ähnliche Arbeitsweise wie wir: Sie nehmen einfach alle Einflüsse, die ihnen gefallen, egal ob es europäische oder amerikanische sind, synthetische oder gitarrenbestimmte, und setzen sie so zusammen, wie sie es wollen. Diese Jungs haben verdammt schnell gelernt, unsere Einflüsse zu verarbeiten. […] Doch jetzt kommen wir, nachdem wir ihre Musik auf uns haben einwirken lassen, und geben ihnen unsere Interpretation zurück. Die Beeinflusssung geschieht wechselseitig.“

### Niedergang
In der zweiten Hälfte der 1990er Jahre verlor das Genre zunehmend an Bedeutung. Leitfiguren wie Ministry und Nine Inch Nails veröffentlichten nur in großen Abständen neue Alben oder veränderten ihren charakteristischen Stil. Auch ein Großteil derer, die abseits des Mainstreams agierten, hatte sich nach nur zwei Alben getrennt oder auf die Verschmelzung von Rock und Electronica-/Dance-Komponenten (hauptsächlich Breakbeat-, Drum-&-Bass- und Techno-Rhythmen) spezialisiert und damit den genreprägenden Electro-Industrial-/EBM-Elementen kaum noch Platz eingeräumt.
Bereits 1995 wurde in den Musikmedien prognostiziert, dass die große Zeit des Industrial Rock vorüber sei. 1996 bemängelte der Soziologe David A. Locher das Ausbleiben geeigneter Nachwuchsgruppen und die fehlende Etablierung einer eigenständigen Industrial-Rock-Subkultur. Nur wenige Bands, wie beispielsweise Leech Woman (33°, 1997), Division Alpha (Fazium One, 1999), Chainsaws.and.Children (.Daca., 2000), Sulpher (Spray, 2002), Panic DHH (Panic Drives Human Herds, 2004), Betty X (Memoirs of a Pain Junkie, 2006), Primitive Race (Long in Tooth, 2015) und Corrections House (Know How to Carry a Whip, 2015), versuchten den Stil in den nachfolgenden Jahren aufrechtzuerhalten – jedoch ohne nennenswerten Erfolg.

„Industrial Metal ist ein Genre, das Anfang bis Mitte der Neunziger blühte und etliche Wunderwerke ausspuckte. Es ist auch ein Genre, das seit einiger Zeit in Todeskrämpfen vor sich hinzuckt und nur durch ein oder zwei gelungene Releases pro Jahr am endgültigen Abkratzen gehindert wird.“

Die meisten Plattenfirmen, wie Fifth Colvmn Records, 21st Circuitry und Re-constriction, die sich in den 1990ern dem Genre widmeten, hatten ihre Label-Arbeit zwischen 1997 und 2000 eingestellt. Die Musikzeitschrift Rock Hard stellte im Jahr 2001 fest: „Was einst wie die Zukunft der Rockmusik aussah, ist bedauerlicherweise nur noch ein dünner Ast im Rock'n'Roll-Stammbaum.“

## Rezeption
Eine weitreichende Popularität erreichte das Genre nicht. Zwar konnten sich vereinzelt Gruppen wie Nine Inch Nails und Ministry in den Charts behaupten, ein Großteil der Bands sowie die Wahrnehmung des Industrial Rock/-Metal als eigenständiger Crossover-Stil blieb einem größeren Publikum allerdings verborgen. Für die Metal-Szene war die Musik zu elektronisch gestaltet und traf somit nur auf wenig Gegenliebe. Für die Punk-Szene war sie zu elektronisch und zu metal-lastig, während sich die Elektro-Szene in Europa nicht mit harten Gitarren anfreunden konnte und diese als rückschrittlich betrachtete.
Industrial Rock/-Metal fand daher überwiegend in der nordamerikanischen Rivethead-Kultur Anklang. Viele Bands waren in den USA auf Labels zu finden, die sich US-amerikanischer Electro-Industrial-Musik widmeten, darunter Wax Trax!, Fifth Colvmn, 21st Circuitry, Re-constriction und COP International. In der Mitte der 1990er Jahre nahmen sich in Deutschland relativ erfolglos Plattenfirmen wie Dynamica, Off Beat oder Out of Line des Genres an. Deutsche Bands, wie KMFDM und Testify, veröffentlichten ihre Alben aufgrund mangelnder Anerkennung fast ausschließlich in den USA oder wechselten dorthin über.

## Einfluss
Trotz seiner geringen Popularität prägte der Industrial Rock/-Metal die Musikkultur nachhaltig. Noch in der Blütezeit der Bewegung begannen Bands aus den Bereichen Grindcore und Extreme Metal – ihren Vorbildern entsprechend – mit Elektronik- bzw. Post-Industrial-Elementen zu experimentieren.

### Grindcore
Die US-amerikanische Grindcore-Band Furnace veröffentlichte 1992 in dieser Form eine erste EP unter dem Titel Cremated Souls. Brutal Truth nutzten Komponenten des Genres auf ihren Alben Extreme Conditions Demand Extreme Responses (1992) und Need to Control (1994). Zusammen mit Shane Embury von Napalm Death gründeten die Brutal-Truth-Mitglieder Danny Lilker und Scott Lewis das Projekt Malformed Earthborn (Defiance of the Ugly by the Merely Repulsive, 1995), das sich, inspiriert durch Künstler wie Skinny Puppy und Coil, einer Melange aus Electro-Industrial und Industrial Metal im Stil von Godflesh widmete. Die japanischen Industrial-Deathgrind-Combos Def.Master und Cemment folgten mit den Werken The Fear of God (1993) und Lost Humanity (1995) und nahmen, ähnlich wie Furnace, die charakteristischen Merkmale des später als Electro- bzw. Cybergrind bezeichneten Subgenres vorweg. Teratism in the Formalintank (Split-Album mit Carcass Grinder, 1995) und die aus Slowenien stammende Grindcore-Band Extreme Smoke 57 (Who Sold the Scene?, 1994) präferierten ein vergleichbares Klangbild.

### Thrash Metal
Die deutsche Thrash-Metal-Band Kreator öffnete sich auf ihrem 1992er Werk Renewal dem Crossover-Trend der 1990er Jahre und verband ihren Stil mit Anleihen aus Hardcore Punk und Industrial Metal. Max Cavalera von Sepultura und Alex Newport von Fudge Tunnel veröffentlichten 1994 das industrial-metal-orientierte Thrash-Metal-Album Point Blank unter Nutzung des Namens Nailbomb. Die kanadische Metal-Band Varga verknüpfte auf ihrem 1994er Album Prototype grundlegende Bestandteile des Thrash- und Groove Metal mit Elementen des Industrial Rock. Einen ähnlichen Weg beschritten die Landesgenossen Voivod mit den Werken Negatron (1995) und Phobos (1997).

### Black Metal
Die norwegischen Black-Metal-Bands Mysticum (Wintermass, 1994) und The Helheim Society (Walpurgisnatt, 1994) griffen – zumeist unter Verwendung eines Drumcomputers – Elemente des Genres auf. Mika Luttinen von Impaled Nazarene und Magus Wampyr Daoloth von Necromantia gründeten eigens für diese Melange das Seitenprojekt Diabolos Rising (666, 1994). Zur selben Zeit entstanden in der Tradition von Mysticum Bands wie Diabolicum und Aborym. Ab der zweiten Hälfte der 1990er Jahre erweiterten auch andere Bands aus dem Black-Metal-Umfeld, wie Samael, Ulver, Thorns und Gorgoroth, ihr Klangbild um Industrial-Metal-Elemente.

### Sonstige
Ab der Mitte der 1990er Jahre stießen diese Stilüberlagerungen auch zunehmend außerhalb der extremen Punk- und Metal-Spielarten auf Interesse. So brachte die Alternative-Metal-Band Marilyn Manson mit ihrem 1996er Album Antichrist Superstar unter dem Einfluss Trent Reznors (Nine Inch Nails) und des Skinny-Puppy-Produzenten David „Rave“ Ogilvie ein vom Industrial Rock inspiriertes Werk heraus. Danzig befassten sich auf dem im selben Jahr veröffentlichten Longplayer Blackacidevil erstmals näher mit dem Stil. Der Hypocrisy-Gitarrist Peter Tägtgren debütierte mit dem Werk Pain seines gleichnamigen Soloprojekts, auf dem er vorübergehend Dark Metal mit Industrial Rock kombinierte. Die ursprünglich traditionell ausgerichtete Heavy-Metal-Band W.A.S.P. übernahm für das 1997er Album K.F.D. Elemente des Industrial Rock. Die ebenfalls im Heavy-Metal- und Hard-Rock-Umfeld agierenden Musiker Taime Downe (Faster Pussycat) und Rob Halford (Judas Priest) starteten jeweils Solo-Karrieren mit ihren Projekten Newlydeads und 2wo.
Die meisten dieser Bands griffen auf Komponenten des Genres zurück, um ihr Klangbild progressiv erscheinen zu lassen, und erreichten damit eine weitaus größere Akzeptanz in der Rock- und Metal-Szene als reine Industrial-Rock-Gruppen.

„Overall, popular heavy rock music has changed to become more ‚industrialized‘. This robbed the industrial hardcore movement of any hopes of establishing a new identity of its own. The style is dead (or at least dying); the elements of the style continue on in new musical settings.“

## Namensherkunft
Die Bezeichnung Industrial Rock ist seit Mitte der 1980er Jahre belegt und findet beispielsweise in dem 1985 veröffentlichten Buch Recombinant do re mi: Frontiers of the Rock Era für die Musik der Gruppen Swans und Einstürzende Neubauten Erwähnung. Zwei Jahre später wurde sie in der Publikation Chambers Pocket Guide to Music Forms & Styles von Wendy Munro verwendet. Munro umschreibt das Genre als eine Form des Noise-Rock unter Nutzung unkonventioneller Gegenstände oder Werkzeuge, wie Metallrohrleitungsteile und Drucklufthämmer, und führt als Beispiel ebenfalls die Einstürzenden Neubauten an, deren Bandname sie als „Collapsing New Buildings“ ins Englische übersetzte. 1988 fällt die Bezeichnung erneut in Zusammenhang mit den Einstürzenden Neubauten, diesmal in der New Jerseyer Zeitschrift Fanfare.

„Last year, a German ‚industrial rock‘ group called Einstürzende Neubauten hit my town for a few summer gigs to the bewilderment of most who attended.“

Eine Etablierung erfuhr die Bezeichnung jedoch erst in den Jahren 1989–1991 durch die Medienpräsenz der Bands Ministry, Nine Inch Nails und KMFDM, die ausschließlich mit Samples arbeiteten, um das von Munro beschriebene Klangbild zu verwirklichen (siehe hierzu den Abschnitt Stilistische Merkmale).

## Labels
- 21st Circuitry
- Concrete (Edel Music AG)
- COP International
- Devotion Records
- Dynamica
- Earache Records
- Electrip
- Epidemic Records
- Fifth Colvmn Records
- Invisible Records
- Metal Blade Records
- Nothing Records
- Out of Line
- Re-constriction Records
- R.E.X. Music
- Roadrunner Records
- Slipdisc Records
- Sub/Mission Records
- Wasp Factory
- Wax Trax! Records